# Шезере
Шезере (фр. Chéserex) — громада  в Швейцарії в кантоні Во, округ Ньйон.

## Географія
Громада розташована на відстані близько 115 км на південний захід від Берна, 39 км на південний захід від Лозанни.
Шезере має площу 10,6 км², з яких на 12,5% дозволяється будівництво (житлове та будівництво доріг), 36% використовуються в сільськогосподарських цілях, 50% зайнято лісами, 1,5% не є продуктивними (річки, льодовики або гори).

## Демографія
2019 року в громаді мешкало 1238 осіб (+1,5% порівняно з 2010 роком), іноземців було 22,9%. Густота населення становила 117 осіб/км².
За віковим діапазоном населення розподілялося таким чином: 20,6% — особи молодші 20 років, 62,9% — особи у віці 20—64 років, 16,5% — особи у віці 65 років та старші. Було 520 помешкань (у середньому 2,4 особи в помешканні).
Із загальної кількості 208 працюючих 19 було зайнятих в первинному секторі, 21 — в обробній промисловості, 168 — в галузі послуг.